# Ptychoptera africana
Ptychoptera africana är en tvåvingeart som beskrevs av Alexander 1920. Ptychoptera africana ingår i släktet Ptychoptera och familjen glansmyggor. Inga underarter finns listade i Catalogue of Life.